# Isola Yos Sudarso
La Pulau Yos Sudarso è un'isola nella provincia di Papua, Indonesia, amministrativamente nella regione dell'Irian Jaya, zona di Merauke. A parte la zona nord-orientale, dove uno stretto canale la divide dall'isola della Nuova Guinea, si trova circondata dal Mar degli Alfuri.

## Geografia
Classificata geograficamente come facente parte dell'Oceania. Soltanto stretti canali la separano dall'isola principale di Nuova Guinea che è divisa fra l'Indonesia a ovest e lo Stato indipendente di Papua Nuova Guinea a est.
L'isola ha forma di foglia, con lunghezza di circa 165 km, e un'area di 11.600 km².

## Storia
L'isola è stata chiamata così in onore dell'ammiraglio Yos Sudarso, morto nella battaglia del Mar degli Alfuri del 1962.
È nota anche come Pulau Dolok, Pulau Dolak e Pulau Kimaam. In passato veniva chiamata Isola Kolepom, durante il periodo coloniale olandese era nota come Isola Frederik Hendrik.